# Cúp quốc gia Scotland 1977–78
Cúp quốc gia Scotland 1977–78 là mùa giải thứ 93 của giải đấu bóng đá loại trực tiếp uy tín nhất Scotland. Chức vô địch thuộc về Rangers khi đánh bại Aberdeen trong trận Chung kết.

## Vòng Một
| Đội nhà                 | Tỉ số | Đội khách         |
| ----------------------- | ----- | ----------------- |
| Brechin City            | 2 – 0 | Falkirk           |
| Burntisland Shipyard    | 1 – 4 | Berwick Rangers   |
| Civil Service Strollers | 4 – 3 | Selkirk           |
| Dunfermline Athletic    | 0 – 0 | Clyde             |
| Inverness Caledonian    | 5 – 0 | Inverness Thistle |
| Raith Rovers            | 1 – 0 | Stenhousemuir     |

### Đấu lại
| Đội nhà | Tỉ số | Đội khách            |
| ------- | ----- | -------------------- |
| Clyde   | 0 – 3 | Dunfermline Athletic |

## Vòng Hai
| Đội nhà              | Tỉ số | Đội khách               |
| -------------------- | ----- | ----------------------- |
| Albion Rovers        | 1 – 0 | Buckie Thistle          |
| Berwick Rangers      | 6 – 0 | Raith Rovers            |
| Brechin City         | 1 – 0 | Dunfermline Athletic    |
| Inverness Caledonian | 4 – 0 | Civil Service Strollers |
| Meadowbank Thistle   | 2 – 1 | East Stirlingshire      |
| Peterhead            | 1 – 1 | Cowdenbeath             |
| Stranraer            | 0 – 1 | Queen’s Park            |
| Vale of Leithen      | 4 – 1 | Forfar Athletic         |

### Đấu lại
| Đội nhà     | Tỉ số | Đội khách |
| ----------- | ----- | --------- |
| Cowdenbeath | 5 – 0 | Peterhead |

## Vòng Ba
| Đội nhà             | Tỉ số | Đội khách            |
| ------------------- | ----- | -------------------- |
| St Johnstone        | 1 – 0 | Brechin City         |
| Stirling Albion     | 3 – 0 | Clydebank            |
| Aberdeen            | 2 – 0 | Ayr United           |
| Airdrieonians       | 2 – 3 | Hearts               |
| Celtic              | 7 – 1 | Dundee               |
| St Mirren           | 1 – 2 | Kilmarnock           |
| Albion Rovers       | 0 – 1 | Greenock Morton      |
| Partick Thistle     | 1 – 1 | Cowdenbeath          |
| Vale of Leithen     | 0 – 1 | Queen’s Park         |
| Alloa Athletic      | 2 – 2 | Dumbarton            |
| Arbroath            | 0 – 4 | Motherwell           |
| Berwick Rangers     | 2 – 4 | Rangers              |
| Hamilton Academical | 1 – 4 | Dundee United        |
| Hibernian           | 4 – 0 | East Fife            |
| Meadowbank Thistle  | 2 – 1 | Inverness Caledonian |
| Queen of the South  | 2 – 2 | Montrose             |

### Đấu lại
| Đội nhà     | Tỉ số | Đội khách          |
| ----------- | ----- | ------------------ |
| Cowdenbeath | 0 – 1 | Partick Thistle    |
| Dumbarton   | 2 – 1 | Alloa Athletic     |
| Montrose    | 1 – 3 | Queen of the South |

## Vòng Bốn
| Đội nhà         | Tỉ số | Đội khách          |
| --------------- | ----- | ------------------ |
| Hibernian       | 0 – 0 | Partick Thistle    |
| Aberdeen        | 3 – 0 | St Johnstone       |
| Celtic          | 1 – 1 | Kilmarnock         |
| Dundee United   | 3 – 0 | Queen of the South |
| Motherwell      | 1 – 3 | Queen’s Park       |
| Dumbarton       | 1 – 1 | Hearts             |
| Greenock Morton | 3 – 0 | Meadowbank Thistle |
| Rangers         | 1 – 0 | Stirling Albion    |

### Đấu lại
| Đội nhà         | Tỉ số | Đội khách |
| --------------- | ----- | --------- |
| Partick Thistle | 2 – 1 | Hibernian |
| Kilmarnock      | 1 – 0 | Celtic    |
| Hearts          | 0 – 1 | Dumbarton |

## Tứ kết
| Đội nhà         | Tỉ số | Đội khách       |
| --------------- | ----- | --------------- |
| Aberdeen        | 2 – 2 | Greenock Morton |
| Dundee United   | 2 – 0 | Queen’s Park    |
| Partick Thistle | 2 – 1 | Dumbarton       |
| Rangers         | 4 – 1 | Kilmarnock      |

### Đấu lại
| Đội nhà         | Tỉ số | Đội khách |
| --------------- | ----- | --------- |
| Greenock Morton | 1 – 2 | Aberdeen  |

## Bán kết
| Rangers | 2 – 0 | Dundee United |
| ------- | ----- | ------------- |
|         |       |               |

| Aberdeen                                         | 4 – 2 | Partick Thistle     |
| ------------------------------------------------ | ----- | ------------------- |
| Ian Fleming 32' 39' 77' · Joe Harper 71' (ph.đ.) |       | Jim Melrose 64' 68' |

## Chung kết
| Rangers                                  | 2 – 1 | Aberdeen          |
| ---------------------------------------- | ----- | ----------------- |
| Alex MacDonald 35' · Derek Johnstone 57' |       | Steve Ritchie 85' |